# Styrax griseus
Styrax griseus är en storaxväxtart som beskrevs av P.W.Fritsch. Styrax griseus ingår i släktet Styrax och familjen storaxväxter. Inga underarter finns listade i Catalogue of Life.